# Girardinichthys multiradiatus
Girardinichthys multiradiatus és una espècie de peix de la família dels goodèids i de l'ordre dels ciprinodontiformes.

## Morfologia
- Els mascles poden assolir 3,5 cm de longitud total i les femelles 5.[1][2]

## Hàbitat
És un peix d'aigua dolça, de clima temperat (12 °C-20 °C) i demersal.
Es troba a l'estat de Morelos (Mèxic).

## Observacions
És inofensiu per als humans.